# Kannur, Bangarapet
Kannur là một làng thuộc tehsil Bangarapet, huyện Kolar, bang Karnataka, Ấn Độ.